# Nils Rabenius (jurist)
Nils Georg Vilhelm Rabenius, född den 2 februari 1887 i Uppsala, död den 19 oktober 1924 på Romanäs sanatorium, Säby församling, Jönköpings län, var en svensk rättslärd och musikkritiker. Han var son till Theodor Rabenius.
Rabenius avlade mogenhetsexamen i Uppsala 1905 och juris kandidatexamen där 1910. Efter studier vid universitetet i Leipzig och tingstjänstgöring blev han juris licentiat 1917 och juris doktor samma år vid Uppsala universitet, där han var docent i civilrätt 1917–1920. År 1920 blev Rabenius docent i rättsvetenskap vid Handelshögskolan i Stockholm. Han var vid ett par tillfällen tillförordnad professor. Rabenius doktorsavhandling Om kvittnings verkställande enligt svensk rätt (1917) belyser ett av obligationsrättens mer komplicerade problem. I några följande uppsatser (i Svensk juristtidning 1918 och i Tidsskrift for retsvidenskap 1919) behandlade han samma problem ur andra synpunkter. Vidare utgav han Om moratorium (1923, tillsammans med Albert Kôersner). Rabenius hade även betydande musikaliska kunskaper, var en skicklig pianist och efterlämnade ett antal kompositioner, huvudsakligen romanser. Han framträdde som musikkritiker bland annat i Stockholms Dagblad och publicerade musikhistoriska essäer i tidskriften Orfeus (1924). Rabenius vilar på Uppsala gamla kyrkogård.